# Dendrobium verruciflorum
Dendrobium verruciflorum är en orkidéart som beskrevs av Rudolf Schlechter. Dendrobium verruciflorum ingår i släktet Dendrobium, och familjen orkidéer. Inga underarter finns listade i Catalogue of Life.